# Museo sannitico
Il museo archeologico nazionale di campobasso è un museo statale italiano di Campobasso, situato nel centro storico della città, nell'antico palazzo Mazzarotta. Espone reperti provenienti dal territorio dell'antico Samnium coincidente con l'attuale regione Molise che sono riferibili a varie epoche, principalmente a quella romana.
Dal dicembre 2014 il Ministero per i beni e le attività culturali, recentemente rinominato Ministero della Cultura, lo gestisce tramite il Polo museale del Molise che nel dicembre 2019 è divenuto Direzione regionale Musei.

## Storia
Il museo è stato fondato nel periodo strettamente successivo all'Unità d'Italia, precisamente nel 1881, contemporaneamente alla biblioteca provinciale "Pasquale Albino" allora ospitati nel Palazzo della Prefettura. Fino agli anni '90 il museo ha cambiato più volte la sua sede che condivideva sempre con la biblioteca proviniciale, e questo ha causato perdita di materiale dovuto a furti e a smarrimenti accidentali dovuti ai traslochi, specialmente durante la seconda guerra mondiale, quando il museo aveva trovato sede nell'edificio che oggi ospita l'Istituto tecnico commerciale sito in via Vittorio Veneto. Dopo circa venti anni di chiusura, dal 1995 il museo è stato riaperto al pubblico e la sua sede, ormai definitiva, è stata stabilita nel cinquecentesco Palazzo Mazzarotta, nel centro storico della città.

## Materiale esposto
Il materiale esposto è frutto di diverse donazioni di materiale antiquario risalenti ad epoche diverse ed originariamente organizzate dall'archeologo Antonio Sogliano nel 1889 che catalogò i reperti seguendo un criterio tipologico e ne organizzò l'esposizione secondo lo stesso criterio che ancora oggi è rispettato per i materiali allora raccolti. In base a quella logica, i reperti erano presentati in quattro gruppi espositivi:
- “Le persone”
- “La casa”
- “Le attività”
- “I culti”

Oggi il criterio espositivo adottato per i nuovi reperti che via via sono stati aggiunti all'esposizione è invece di tipo misto tematico-cronologico, I materiali vanno dalla Preistoria all'epoca Alto medievale. Fino a qualche anno fa nella sala del piano interrato era ricostruita una grande ed impressionante sepoltura di un cavaliere con il suo cavallo trovata nel comune di Campochiaro, probabilmente riferibile alla fase del popolamento bulgaro della pianura situata ai piedi del Matese, nella zona tra Saepinum e Bovianum, favorito dal ducato longobardo di Benevento che dominava allora tutto il territorio molisano, Alcune sale sono attrezzate per diverse attività didattiche. Recentemente sono stati aggiunte nuove sale espositive per ospitare i reperti archeologici più importanti frutto delle ultime ricerche e scoperte archeologiche.
- Wikimedia Commons contiene immagini o altri file su Nuovo Museo provinciale sannitico